# فردا روشن است
فردا روشن است فیلمی ایرانی به کارگردانی سردار ساگر و نویسندگی نظام فاطمی محصول سال ۱۳۳۹ است.

## خلاصه داستان
زنی وقتی درمی یابد شوهرش را یک خوانندهٔ کاباره تحت نفوذ خود درآورده با تغییر ظاهر و رفتار خود یکبار دیگر به همسر گریزپایش نزدیک شده و سعی می‌کند او را به طرف زندگی خانوادگی بکشاند. خوانندهٔ کاباره با کمک عمالش زن را می‌رباید و شوهر با یاری پلیس آنان را گرفتار کرده و خود با همسرش زندگی تازه‌ای را آغاز می‌کند.

## بازیگران
- محمدعلی فردین
- دلکش
- ویگن
- ویدا قهرمانی
- منوچهر طایفه
- ملکه رنجبر
- رضا شفیع
- پرخیده
- اشرف کاشانی
- سلمان ونوس
- رضا هوشمند
- محمود مقدم
- مسعودی